# Sawfish
Sawfish is een windowmanager voor het X Window System. Het was de standaard windowmanager van GNOME, totdat het in GNOME 2.2 vervangen werd door Metacity. Het project had voorheen de naam Sawmill, maar de naam moest worden aangepast wegens een commercieel pakket met dezelfde naam om logfiles te analyseren. Sawfish is een multiplatformprogramma en is geschreven in C en Lisp.